# Apollonie Sabatier
Aglaé Joséphine Sabatier (detta Apollonie; Charleville-Mézières, 8 aprile 1822 – Neuilly-sur-Seine, 3 gennaio 1890) è stata una modella francese, cortigiana, salottiera, musa di artisti e bohémienne nella Parigi di metà Ottocento.

## Biografia
Sua madre Marguerite Martin lavorava come lavandaia per il conte Louis Harmand d'Abancourt, padre biologico di Aglaé, il quale fece in modo che il sergente dell'esercito André Savatier ne diventasse il patrigno. Martin e Savatier si sposarono a Parigi il 27 ottobre 1825.
La famiglia si trasferì a Parigi, dove Aglaé iniziò a cantare all'Opéra Garnier. Assunse il nome di Apollonie e posò come modella per diversi artisti, tra cui Auguste Clésinger, che la immortalò nella sua Donna morsa da un serpente, scultura esposta al Museo d'Orsay e oggetto di scandalo al Salon del 1847.

## Il salotto letterario

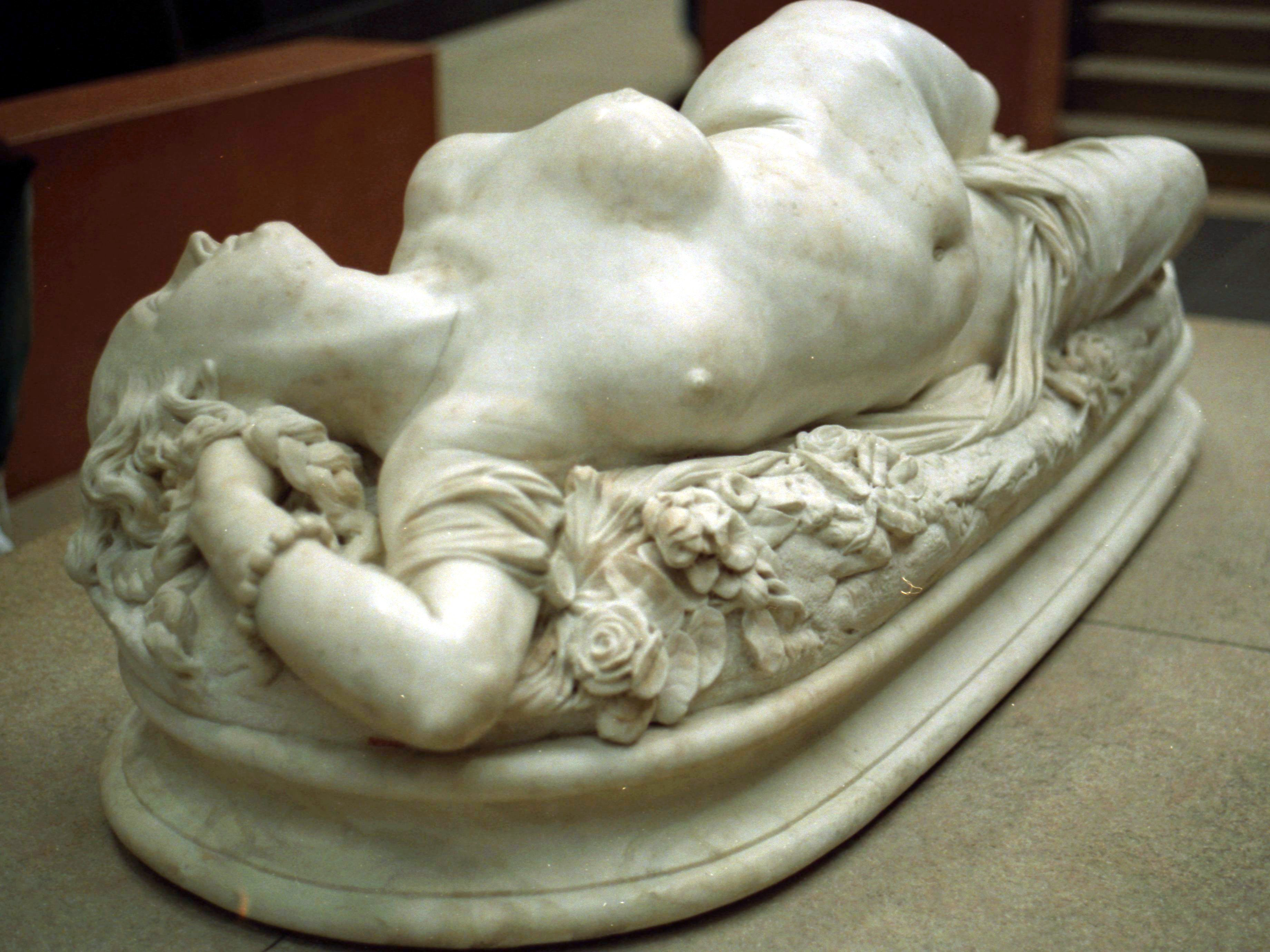
Apollonie Sabatier ritratta in Donna morsa da un serpente, 1847, Museo d'Orsay

Sabatier ospitò un salotto letterario a Parigi in Rue Frochot, vicino a Place Pigalle, dove incontrò quasi tutti gli artisti francesi del suo tempo, come Gérard de Nerval, Nina de Villard, Arsène Houssaye, Edmond Richard, Gustave Flaubert, Louis Bouilhet, Maxime du Camp, Gustave Ricard, Judith Gautier, Ernest Feydeau, Hector Berlioz, Paul de Saint-Victor, Alfred de Musset, Henry Monnier, Victor Hugo, Ernest Meissonnier, Charles Augustin Sainte-Beuve, Charles Jalabert, Ernesta Grisi, Gustave Doré, il musicista Ernest Reyer, James Pradier, Auguste Préault, Jules Barbey d'Aurevilly, Auguste Clésinger e Édouard Manet.
Gustave Flaubert, Théophile Gautier e altri autori scrissero di lei. Fu inoltre una delle quattro donne che ispirarono la nota opera di Charles Baudelaire I fiori del male. Sabatier e Baudelaire furono amanti dal 1857 al 1862. Edmond de Goncourt fu il primo a soprannominare Sabatier La Présidente, termine usato da Gautier nella sua Lettre à la Présidente, pubblicata nel 1890.
Uno dei suoi contemporanei descrisse Sabatier come: "abbastanza alta, ben proporzionata e dalle articolazioni molto strette e belle mani. I suoi capelli erano morbidi come la seta, castani, e sembravano adularsi in onde piene con uno scintillio dorato intorno alla sua testa. La sua pelle era liscia, i suoi lineamenti regolari, aveva una bocca piccola, pronta a ridere, e qualcosa di scarso e spiritoso, ma soprattutto si distingueva per un velo di trionfo che sembrava avvolgerla come un alone di felicità. Si vestiva con molto gusto e fantasia. Non seguì da vicino la moda, ma creò il suo stile. Grandi artisti che frequentavano i suoi incontri domenicali le davano consigli e disegnavano dei modelli per lei".
Nel dipinto del 1855 di Gustave Courbet L'atelier del pittore si dice che sia raffigurata insieme al suo amante di lunga data Alfred Mosselman. Fu inoltre l'amante del collezionista d'arte Richard Wallace.
Apparve in diverse opere per il Salon di Parigi, e fu tra gli artisti respinti dalla mostra del 1863 che scelsero di esporre le loro opere al Salon des Refusés (Miniature, nn. 503-505). Morì di influenza nel 1890.